# 肅聖！！蘿莉神鎮魂曲☆
肅聖！！蘿莉神鎮魂曲☆是日本虛擬YouTuber時雨羽衣的歌曲，於2022年5月25日在其首張個人音樂專輯《雨尚未停止》中發佈。28日在演唱會「羽衣・ON・STAGE -雨後的文化祭-」（うい・おん・すてーじ -雨上がりの文化祭-）中再度演唱。2023年9月10日在YouTube上公開音樂錄像，之後於網絡上爆紅，成為虛擬YouTuber界中第一部观看次數破億的原創音樂錄像。錄像中時雨的舞步也為眾多TikTok和YouTube Shorts用戶的模仿對象。

## 製作
插畫家兼虛擬YouTuber時雨羽衣自认是个互联网御宅族，因此她与IOSYS合作時，便委託他們創作一首電波歌曲，令肅聖！！蘿莉神鎮魂曲☆得以誕生。IOSYS曾在2000年代創作魔理沙偷走了重要的東西和琪露诺的完美算术教室等東方Project二次創作歌曲，並有為其他虛擬YouTuber創作歌曲的經驗。肅聖！！蘿莉神鎮魂曲☆由其成員Maron（まろん）和D.watt分別負責作詞和作曲。在構思過程中，它的名稱曾定為羽衣和❤️豬玀們的交流和肅聖☆和豬玀們的交流！！，之後改成現稱。原先的歌詞內容也比最終成品更具侮辱性。
肅聖！！蘿莉神鎮魂曲☆由時雨羽衣演唱，虛擬YouTuber犬山玉姬負責旁白。時雨採用的蘿莉形象源自自身在分享童年故事時的自我表現，最後成為與其他人在直播中玩遊戲輸掉時的懲罰表演內容，因而固定了下來，但其很少於直播中登場。她在設定上與原本的時雨屬不同人物，並會以「羽衣（9歲）」或「蘿莉羽衣」代指。時雨在回想当初拜託IOSYS創作肅聖！！蘿莉神鎮魂曲☆時提到雖然她有製作電波歌曲的願望，但自身卻不符此一形象，所以向蘿莉羽衣「打聽」具體製作方向。之後繼指「她說想要首讓蘿莉控肅正的歌曲」。當中的歌詞內容源自於她自己跟想讓她成為蘿莉的粉絲之間的對話。

## 詞曲
肅聖！！蘿莉神鎮魂曲☆的主要風格為電子舞曲和電波歌曲，全長4分33秒，歌曲以升f小調的節拍構成，速度為每分鐘165拍。它共分三部分。上段較為接近流行音樂；中段一轉至類Dubstep風格，並加插不符以往節奏的「羽衣光線」（ういビーム）環節；到了下段則擁有更多令人情緒向下的內容。
時雨在歌曲中同時採用了毒舌系和治癒系聲線，對嘗試接近她的蘿莉控進行辱罵，最終達至服務粉絲或諷刺蘿莉文化的目的。具體而言，她會在歌詞中罵道要把他們「送到監獄和法院」，並對獄中的蘿莉控繼續予以「打擊」——像是稱他們是「垃圾」，讓人「噁心」，要他們「閉嘴」等——同時唱道要寬恕他們，引導他們「獲得救濟」。當中不時穿插「呼喊＆回應」（コール＆レスポンス）環節。它還加入了內部笑話，比如歌詞中的「羽衣光線」（ういビーム）源自時雨翻唱HoneyWorks歌曲Fansa時的改詞——它最終成為觀眾捉弄時雨的常見主題；時雨在當中的表現亦源自自身在直播時與蘿莉控交談的情形。整首歌曲最後以時雨的一句「真的，有夠噁心啊」收結。

## 音樂錄像

### 製作
肅聖！！蘿莉神鎮魂曲☆音樂錄像自2022年10月起開始製作，動畫部分由Gagame（ががめ）負責，插畫部分則由他和時雨共同擔當。虛擬YouTuber鬼灯童在當中負責編輯。2023年9月10日，時雨在舉辦一場首度公開其蘿莉立體造型模型的直播後，於YouTube平台上公開音樂錄像。根據時雨的說法，她公開蘿莉立體造型的目的在於不想以平日版本的造型來公佈這部錄像，以此帶給人認真創作的感覺。
在該音樂錄像中，時雨以蘿莉造型登場，並隨着歌曲起舞。此外，畫面不時切換到她擺出一臉嫌棄的樣子，拿起防身警报器準備拉響的插畫。錄像還加入了模仿Niconico動畫的紅色彈幕和4比3解析度。

### 反應
該錄像在YouTube發佈後便因其製作精良、朗朗上口的內容、時雨舞步的吸引力而爆紅，於18天內觀看次數突破1000萬，打破了虛擬YouTuber界中由寶鐘瑪琳創下的紀錄（原紀錄為寶鐘的歌曲美少女无罪♡Pirates），此一紀錄後被星街彗星的ビビデバ打破。隨後成為虛擬YouTuber界中最多觀看次數的音樂錄像及2023年最多播放量的虛擬YouTuber影片，在發佈後九個月左右擁有過1億的觀看次數，成为第一首观看次數破億的虛擬YouTuber原創音樂錄像。它在23天內獲得YouTube週間全球音樂錄像點閱排行榜第36位的成績，之後到11月初也一直維持在榜上。跟時雨的蘿莉立體造型模型一起推動其YouTube頻道訂閱量的增長，最終令之突破100萬大關，從89萬升至150萬以上。
時雨在當中的舞步因為讓人覺得「可爱」，再加上有一定挑戰性，而成為眾多TikTok和YouTube Shorts用戶的挑戰對象。它除了有相關的同人作品外，還令輕小說改編遊戲《我想成為影之強者！庭園大師》的官方開發商Aiming在YouTube上釋出以遊戲角色群「七影」模仿時雨舞步的片段。歌曲本身還吸引不少人翻唱，寶鐘和櫻巫女便是當中的兩例。此外，Gagame還在社交平台X上公開時雨舞步的藍幕素材，進一步刺激用戶上傳各式各樣的二次創作作品。截至2023年10月，TikTok上已有約77萬部相關影片。此外，也有人在Pixiv上載有關讓羽衣（9歲）屈服的二次創作色情圖像。
Ryamal Almighty Gorilla在X上载的一个二次創作音樂錄像更引起另一波創作熱潮——当中他把時雨的跳舞片段跟Memphis Cult的歌曲9Mm和有关幫派分子的影片剪輯到一起。此一片段除了成為9Mm的官方Spotify動態封面外，還吸引用戶創作時雨在車子附近跳舞的片段，乃至像BMW Motorrad和莲花汽车般的汽車製造商同樣受到有關熱潮影響，決定參與此類型的創作。BMW等汽車製造商的做法令時雨決定頒佈針對企業或為營利目的而使用該作品的規範。及後還有其他類型的創作，像是在Ryamal Almighty Gorilla作品的基礎上加入各種在動畫中出現的沉重場景，以及以各種樂器演奏肅聖！！蘿莉神鎮魂曲☆。

## 反應與評價

### 評論
新聞網站MoguLive的Tamagomago（たまごまご）讚揚了這首歌曲，指其「相當讓人歡快」，在蘿莉控主題和為粉絲服務的電波歌曲中屬於高水準。他在《Megastore》上的分析則指許多人在不了解歌曲背景的情況下自行把時雨想像成「雌小鬼」（メスガキ），不過卻表示此一理解也有助其人氣發展。Yahoo!遊戲的MrSun形容其音樂錄像「會讓人看了一遍又一遍的不斷重複」。Kai-You的Kitagawa（キタガワ）寫道，肅聖！！蘿莉神鎮魂曲☆的歌詞「接近出局的界限」，並認為它有着一定的吸引力。他同時讚揚時雨的聲線能夠明確配合歌詞作出相當大的調整。專欄作家松澤吳一寫道，這首歌曲「重施虐輕蘿莉」，之後表示它當中有關「進監獄」的內容能阻嚇人不要成為性犯罪者。
《The Magazine》的Saitomasahiro（サイトウマサヒロ）亦有與MrSun類似的評價。他跟Real Sound的曾我美Natsume（曽我美なつめ）認為這首歌曲讓人感受到以往日本互聯網文化的氣氛，吸引到於該時接觸互聯網的人的同時，也能吸引其他群體。根據曾我美的觀點，這首歌曲除了適合在動畫歌曲俱樂部活動播放外，還反映了各種各樣的時代轉變，例如從「偶像在現場演唱歌曲，並與觀眾在演唱中呼喊＆回應」，轉變到「唱片騎師在俱樂部播放現實未曾露面的人的歌曲，並自行負責與觀眾在途中呼喊＆回應」。
時雨對於這首歌曲的流行感到驚訝，並表示希望初接觸時雨的觀眾不要留下她是「雌小鬼」的印象，但網民卻反指此一印象已固定了下來。時雨還表示，曾有來賓在星街彗星與日本广播协会合作的節目中點播肅聖！！蘿莉神鎮魂曲☆，但被協會駁回。該協會在2024年4月表示，節目中不能提及該首歌曲的歌名。

### 爭議
有些廠商和社會人士在不知道本作含意的情況下，模仿時雨的舞步或以音樂錄影帶來作宣傳，結果引起爭議。尤其對於不了解電波歌曲文化和時雨羽衣的人而言，他們較容易認為這首歌曲是在不顧公德的情況下性化兒童。2023年9月29日，兒童用品製造商ArTec於X和YouTube上藉着時雨的音樂錄像來宣傳自身的防身警报器。此舉隨即引來爭議，最終令之刪除有關內容和道歉。
因於兒童節目《與媽媽同樂》演唱而聞名的日本歌手橫山大介在把自己模仿時雨舞步的片段上傳至TikTok後，同樣受到批評，認為他輕視了兒童性侵犯的嚴重性，甚有評論認為蘿莉控就該治療及送進監獄。他最終刪除自身帳號和道歉。国际大学的小木曾健認為，蘿莉控本身不符醫學上戀童障礙的治療標準，其亦屬於思想自由的範疇，所以不應該隨意在言論自由上劃界。

## 榜單成績
| 週榜單（2023年）                            | 最高 排位 |
| ------------------------------------------- | --------- |
| 全球（《Billboard》日本除外全球日本單曲榜） | 19        |
| 日本（《Billboard》熱門百強單曲榜）         | 25        |
| 日本（Oricon數碼單曲榜）                    | 35        |
| 日本（Oricon串流單曲榜）                    | 38        |
| 南韓（《Billboard》日本歌曲榜）             | 9         |